# كبلر-23c
كليبر 23 سي (بالإنجليزية: Kepler-23c)‏ الذي يرمز له بالرمز KOI-168.01، هو كوكب خارج المجموعة الشمسية، في كوكبة الدجاجة (كوكبة)، يتبع Kepler-23 ‏.

## الاكتشاف
اكتشف في 25 يناير 2012.